# Roger Godel
Pour les articles homonymes, voir Godel.
Roger Godel (né le 22 avril 1898 et mort le 14 janvier 1961) est un médecin cardiologue, un philosophe et spiritualiste français. Il était l'époux d'Alice Godel, mère d'Andrée Chedid.

## Biographie
Médecin en Égypte dans les années 1950 et au Liban, son intérêt pour les philosophies orientales et grecque l'a incité à tenter une réconciliation originale entre la pensée indienne et celles de Socrate et Platon. Cet auteur a donné lieu à un ouvrage d'hommage collectif, Roger Godel : de l'humanisme à l'humain, publié aux Belles Lettres en 1963. En Inde, il recueillit l'enseignement et la sagesse millénaire indienne auprès de Ramana Maharshi et de Atmananda Krishna Menon.

## Œuvres
- Essais sur l'expérience libératrice, 1952; Éditions Présence, 1976, 275 p.  (ISBN 2901696104).
- Socrate et Diotime, Édition Les Belles Lettres, 1955.
- Platon à Héliopolis d'Egypte, Paris: Les Belles Lettres, 1956, 82 p.
- Une Grèce Secrète, 1960; Éditions Les Belles Lettres, 1982, 275 p.  (ISBN 2251332065).
- Socrate et le Sage Indien, Éditions Les Belles Lettres, 1982, 216 p.  (ISBN 2251325387).
- Recherche d'une foi, suivi de Figures et images sur la jeunesse de Platon, Éditions de l'Éclat, 1990, 137 p.  (ISBN 2905372370).
- Un compagnon de Socrate, Éditions Flammarion, 1992, 186 p. (ISBN 2082102084).